# آدام اسمیت (کارگردان)
آدام اسمیت (انگلیسی: Adam Smith) کارگردان تلویزیونی و کارگردان فیلم اهل بریتانیا است. وی از سال ۱۹۹۰ میلادی تاکنون مشغول فعالیت بوده‌است.
از فیلم‌ها یا مجموعه‌های تلویزیونی که وی در آن‌ها نقش داشته‌است، می‌توان به تعدی بر ما، دکتر هو، دوریت کوچک و اسکینز اشاره نمود.